# Ibrahim (soldà otomà)
Ibrahim I (turc otomà: ابراهيم الأول, İbrahim-i evvel) (5 de novembre de 1615 – 18 d'agost de 1648) fou soldà de l'Imperi Otomà des de 1640 fins poc abans de la seva mort. Era anomenat Deli Ibrahim, ‘Ibrahim el Boig’, degut a la seva condició mental. Era el fill petit del soldà Ahmet I.
Va estar reclòs a les kafes (literalment «la gàbia»; una secció aïllada del Palau de Topkapı) fins a la mort del seu germà Murat IV, sempre sota el terror de ser assassinat com ho havien estat els seus quatre germans grans. De fet, el soldà Murat IV va ordenar just abans de morir que s'executés a Ibrahim, probablement perquè el considerava incapaç de governar dignament l'Imperi. Les seves ordres no es van dur a terme i Ibrahim va pujar al tron, quasi contra la seva voluntat i persuadit amb molta feina per la seva mare Kösem i el gran visir Kara Mustafa Pasha.
En molt poc espai de temps, Ibrahim va estar a punt de portar l'Imperi al col·lapse. La depressió arran de la mort del seu germà va contribuir a incrementar la seva inestabilitat mental.
D'entre les seves conductes anòmales, hi havia la seva obsessió per les dones obeses. Va donar instruccions de què li busquessin la dona més grassa possible, i quan li presentaren a una candidata procedent de Geòrgia o Armènia va quedar tant encantat amb ella que li atorgà una pensió i suposadament un càrrec de governadora. També se'l veia llençant monedes als peixos de l'estany del palau.
D'entrada Ibrahim es va mantenir apartat de la política cedint la iniciativa a la seva mare Kösem i al gran visir Kara Mustafa Pasha. Aquest va promocionar relacions pacífiques amb Pèrsia i també va signar el tractat de Szön de 15 de març del 1642 que feia la pau amb Àustria. El mateix 1642 va reconquerir Azov (Azak) als cosacs; va fer també una reforma monetària i va crear un nou cadastre de terres. El 1643 va reprimir la revolta del governador provincial Nasuh Pashazade Huseyin Pasha.

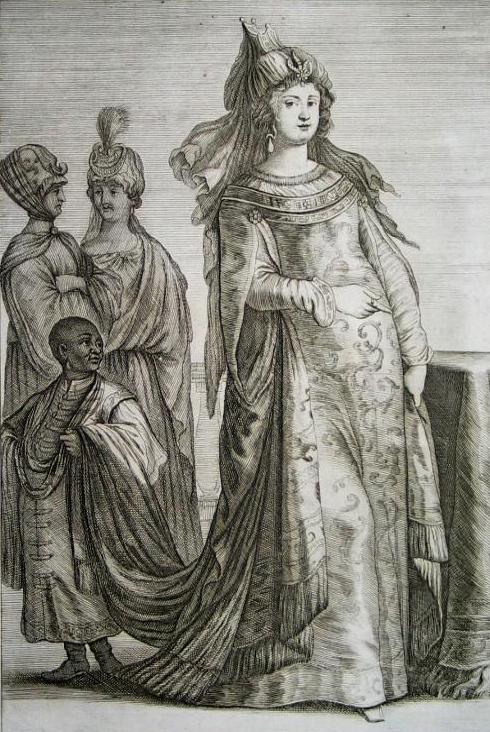
Zaffira (?), una de les dones d'Ibrahim

Però aviat va prdndre interès en els afers d'estat, primer amb consells assenyats al gran visir, però a mesura que els seus maldecaps, causats pels terrors de la seva joventut, i les crisis de postració física se li van incrementar, amb decisions de bogeria.
Per por que no fos impotent i posés en perill la continuïtat dinàstica, la seva mare l'havia aconsellat abandonar-se als plaers de l'harem i aviat van néixer diversos prínceps entre els quals els futurs Mehmet IV, Solimà II i Ahmet II; però el sultà va caure sota influència de les concubines i favorites, i també d'un engalipador de nom Djindji Khodja Husayn que pretenia poder curar la malaltia del sultà i el qual va tenir el suport del rikabdar Yusuf i de Sultan-Zade Mehmed Pasha, i els tres homes aviat van prendre el control del poder dominant els nomenaments i destitucions, i enriquint-se a costa de suborns. Llavors va començar el seu historial de nomenaments i execucions de visirs i alts càrrecs. Sota la pressió dels seus favorits el visir Kara Mustafa Pasha fou el primer a ser executat el 31 de gener del 1644; el va succeir en el càrrec Sultan-Zade, mentre Djindji va ser nomenat kadiasker d'Anatòlia i Yusuf va passar a exercir de kapudan paixà.
La captura d'un vaixell turc que portava pelegrins a Egipte, per part de corsaris maltesos, va decidir al sultà a envair Creta (juny del 1645) i, per tant, a disputar una guerra contra Venècia que va durar 24 anys, i tot i el declivi de La Serenissima, i la victòria inicial del kapudan paixà Yusuf que va conquerir La Canea, les naus venecianes van derrotar la flota otomana al mar Egeu, capturant Ténedos el 1646 (clau per l'accés als Dardanels). Les gelosies entre els alts càrrecs van causar la destitució de Sultan-Zade el desembre del 1645 i l'execució de Yusuf el gener del 1646.
El moment culminant de la seva bogeria va esdevenir quan es va casar amb una de les concubines, Telli Khasseki, a la que va oferir el palau d'Ibrahim Pasha a l'Hipòdrom d'Istanbul, palau que va ordenar que fos cobert de tapissos; aquest i d'altres capricis havien provocat un augment considerable dels impostos (augment que no repercutia en la inversió en la guerra contra Venècia) i, per tant, el descontentament popular. A les províncies hi va haver alguna revolta com la de Varbar Ali Pasha a Sivas que fou reprimida per Ipshir Mustafa Pasha.
Les decisions d'Ibrahim s'anaven tornant cada cop més impredictibles fins que va ser deposat per un cop d'estat en el qual alguns oficials dels geníssers es van posar d'acord amb els ulemes. El gran visir Ahmed Pasha fou assassinat el 8 d'agost de 1648, i espedaçat (d'on el seu malnom posterior d'Hezarpare"); el mateix dia Ibrahim fou arrestat i posat sota vigilància al palau i el seu fill Mehmet IV, de set anys, proclamat nou sultà. Al cap de 10 dies, per por que els partidaris del sultà deposat no el restablissin al tron, el gran visir Sufu Mehmed Pasha el va fer executar amb el suport del Shaykh al-Islam que va emetre una fatwa a favor de l'execució (dia 18 d'agost de 1648).

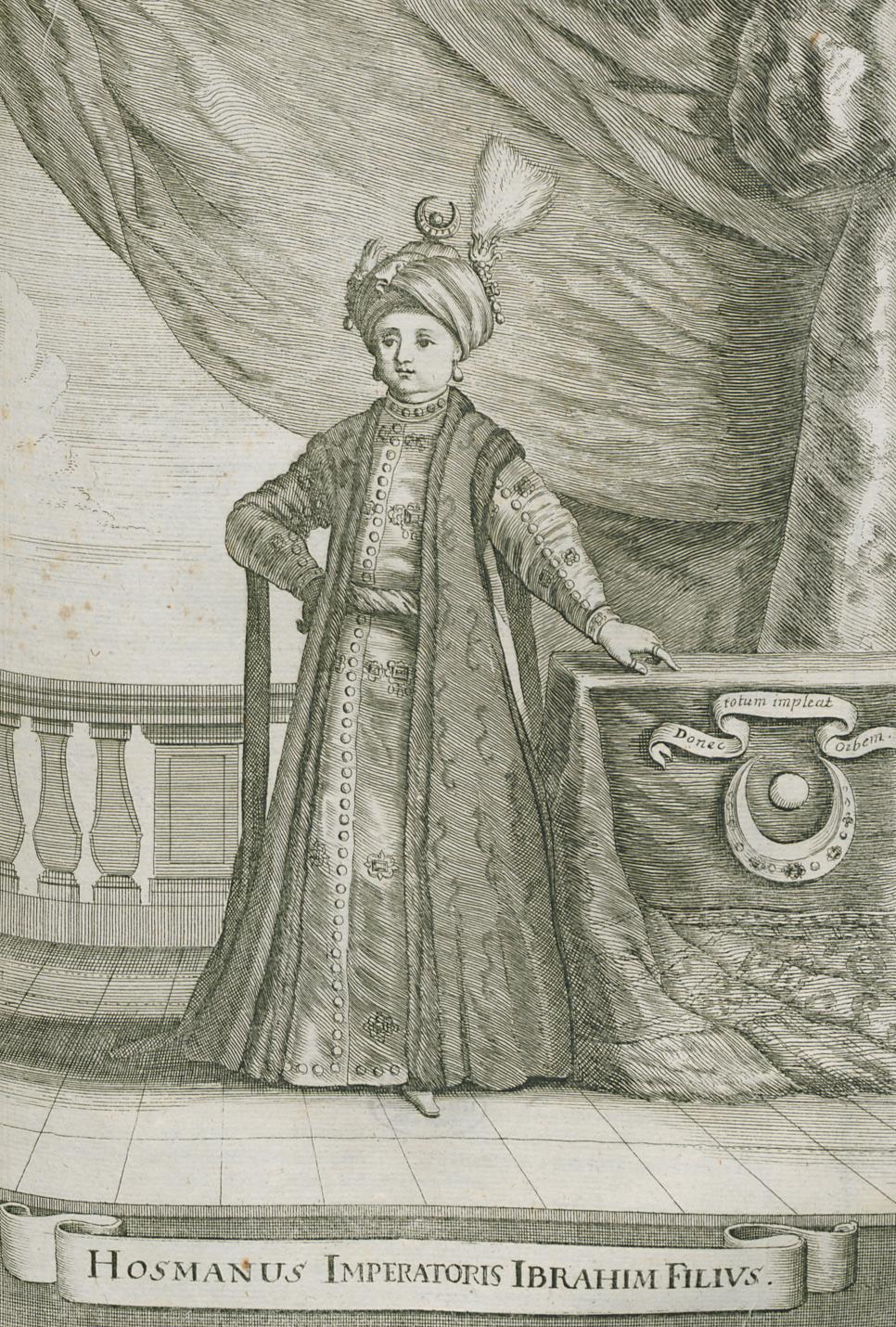
Şehzade Osman, fill d'Ibrahim